# حركة إصلاح الحصص في بنغلاديش 2024
حركة إصلاح الحصص 2024، التي أطلق عليها المحتجون اسم «حصار بنجلادش»، هي حركة مستمرة يقودها طلاب ومعلمون من جامعات حكومية في بنغلاديش. وهم يطالبون بإصلاحات لتغيير نظام التوظيف القائم على الحصص لجميع أنواع الوظائف الحكومية داخل بلدهم (تم تعيين الأغلبية على أساس "الحصص").

## البداية
بدأت الاحتجاجات ردًا على حكم صادر عن قسم المحكمة العليا في 5 يونيو، والذي أعلن أن التعميم الحكومي الصادر في يناير 2018 بإلغاء الحصص للمقاتلين من أجل الحرية وأحفادهم كان غير قانوني. صدرت هذه النشرة في أعقاب حركة إصلاح الحصص في بنغلاديش عام 2018.
بعد صدور قرار المحكمة، بدأ النشاط عبر الإنترنت ضد هذا الحكم، وكان الناس يطالبون بـ "2018 أخرى". نُظمت الاحتجاجات الأولية في أوائل يونيو، وتركزت بشكل أساسي في العاصمة دكا ولكنها توقفت لاحقًا بسبب عيد الأضحى والعطلة الصيفية. بعد العطلة، بدأت المظاهرات السلمية مرة أخرى من 1 يوليو. أضرب مدرسو الجامعات الحكومية احتجاجًا على نظام معاشات تقاعدية شامل جديد وأغلقت الجامعات إلى أجل غير مسمى بعد تأخير أحداث ذلك اليوم من قبل المسؤولين الحكوميين الذين أرادوا عودتهم إلى العمل في أقرب وقت ممكن لكنهم رفضوا بسبب خوفهم من العنف أو الاضطرابات في المستقبل بين الطلاب في المدارس العامة.

## الخط الزمني
انتشرت الاحتجاجات في جميع أنحاء البلاد حيث أصبحت الحركة تسمى "الحركة الطلابية المناهضة للتمييز" المنظمة حديثًا، وهي منظمة شاملة للمتظاهرين الطلاب.
في 7 يوليو، بدأ المتظاهرون "حصار البنغال" على مستوى البلاد، حيث نظموا عرقلة حركة المرور والسكك الحديدية مع مظاهرات في الضواحي الرئيسية. أمرت محكمة الاستئناف بالوضع الراهن لمدة أربعة أسابيع بشأن هذه القضية، لكن الاحتجاجات استمرت وكان الناس يطلبون إجابة من الحكومة.
أصبحت الاحتجاجات عنيفة لأول مرة في 25 يوليو عندما اشتبكت الشرطة مع الطلاب حيث بدأت الحكومة في التشدد.
في 14 يوليو، اندلع الجدل حول بيان رئيسة الوزراء الشيخة حسينة. تصاعد الموقف واضطر المحتجون إلى مغادرة منازلهم بعد ظهر يوم الأحد في مظاهرة حاشدة ضد سياسات حكومته العنيفة تجاه المسلمين.
في 15 يوليو، عزز حزب رابطة عوامي الحاكم موقفه ضد المظاهرات وواجه المحتجون قمعًا عنيفًا من رابطة تشاترا. وصل الوضع إلى طريق مسدود بعد إصابة عدة مئات من الأشخاص على يد الشرطة التي أجبرت على دخول منازلهم أمام العديد من المباني على جانبي الطرق بالقرب من وسط مدينة دكا خلال هذه الفترة الزمنية.
في 16 يوليو مع إخلاء الطلاب من الجامعات العامة بالقوة، انضم طلاب من مختلف المدارس والكليات والجامعات الخاصة إلى القضية. احتجوا وأغلقوا الطرق ضد عنف رابطة شهاترا في حركة إصلاح الحصص، بما في ذلك "كلية نوتردام"، و"كلية دكا السكنية النموذجية"، و"كلية راجوك أوتارا النموذجية"، و"كلية أدامجي كانتونمنت"، و"مدرسة وكلية فيقارونيسا نون"، و"المدرسة والكلية المثالية"، و"الكلية المثالية"، و"كلية مدينة دكا"، و"كلية باف شاهين دكا"، و"كلية باف شاهين كورميتولا"، و"كلية بيرشريستا نور محمد العامة"، و"كلية بيرشريستا مونشي عبد الرؤوف العامة" وما إلى ذلك. قام الطلاب بإغلاق خطوط السكك الحديدية في تشاتوجرام وموخالي. كما تم إغلاق الطرق السريعة دكا-تشاتوجرام، ودكا-باريسال، ودكا-راجشاهي، ودكا-تانجيل.
في 20 يوليو، انتشرت دوريات للجيش في الشوارع الخالية من المارة في داكا، وأمرت الحكومة بإغلاق جميع المكاتب والمؤسسات لمدة يومين بعد مقتل 114 شخصًا على الأقل الأسبوع الماضي، خلال احتجاجات قادها طلاب اعتراضًا على نظام الحصص في وظائف القطاع العام. وأفادت بيانات صادرة عن مستشفيات بأن أربعة أشخاص على الأقل قتلوا يومها في اشتباكات في بعض مناطق داكا، مركز الاحتجاجات، حيث أقامت قوات الأمن حواجز على الطرق لفرض حظر تجول. وأعلنت حكومة رئيسة الوزراء الشيخة حسينة يومي الأحد والإثنين المقبلين "عطلة رسمية" بسبب الوضع في البلاد، مع السماح فقط لخدمات الطوارئ بالعمل.
في 21 يوليو، مدّدت سلطات بنغلادش حظر التجول لليوم للسيطرة على الاحتجاجات العنيفة، التي يقودها الطلاب والتي أسفرت عن مقتل أكثر من مئة شخص، بينما كانت تستعد السلطات لجلسة نظر في المحكمة العليا في وقت لاحق من نفس اليوم بشأن حصص الوظائف الحكومية التي أثارت الغضب.
في أعقاب الحكم الصادر في 22 يوليو، أعلنت حركة الطلاب المناهضة للتمييز تعليق الاحتجاجات لمدة يومين. وطالبوا الحكومة برفع حظر التجول، واستعادة الوصول إلى الإنترنت، والتوقف عن استهداف الطلاب المحتجين. ومع تعليق الاحتجاجات من قبل حركة الطلاب المناهضة للتمييز، لم يتم الإبلاغ عن المزيد من العنف خلال هذه الفترة. مددت المنظمة لاحقًا التعليق. لكن الاعتقالات الجماعية استمرت من قبل وكالات إنفاذ القانون.
في 23 يوليو، أعلن وزير تكنولوجيا المعلومات والاتصالات أن الحكومة ستعيد خدمة الإنترنت عريض النطاق جزئيًا إلى البنوك والمؤسسات التجارية وقطاعات التصدير والمناطق المختارة بعد انقطاع دام خمسة أيام. وبناءً على ذلك، في 24 يوليو، تمت استعادة خدمات الإنترنت عريض النطاق، وفي 28 يوليو، تمت استعادة الإنترنت عبر الهاتف المحمول في بنغلاديش، على الرغم من استمرار حظر مواقع التواصل الاجتماعي مثل Facebook و Instagram و TikTok 
في 29 يوليو، استأنف المحتجون المظاهرات واسعة النطاق مطالبين بـ 09 نقاط ومطالبين أيضًا بإنهاء المضايقات في مختلف مناطق البلاد. دعا أساتذة الجامعات في جميع أنحاء بنغلاديش، تحت شعار "مسيرة المعلمين المناهضة للقمع"، إلى إنهاء مضايقات الطلاب والاعتقالات الجماعية. وطالبوا بالإفراج عن الطلاب المعتقلين وأعربوا عن تضامنهم مع الاحتجاجات الطلابية المستمرة. بدأ التجمع، الذي أقيم في جامعة دكا أباراجيو بانغلا في 29 يوليو 2024، بلحظة صمت على الطلاب الذين قُتلوا في حركة إصلاح الحصص الأخيرة، والتي أطلق عليها المعلمون اسم "مذبحة يوليو".

قررت الحكومة الحداد على مستوى البلاد يوم الثلاثاء 30 يوليو، تخليداً لذكرى القتلى في حركة الكوتا. لكن نشطاء إصلاح الكوتا (مطلب 9 نقاط) رفضوا ذلك في بيان أرسلوه إلى وسائل الإعلام وأعلنوا أنهم في 30 يوليو سيلتقطون صوراً وهم يرتدون ملابس حمراء على وجوههم وأعينهم وينفذون حملة ضخمة عبر الإنترنت. رفضًا ليوم الحداد الذي أعلنته الحكومة في 30 يوليو، دعم المحرضون والشخصيات الشعبية وقطاع كبير من المواطنين العاديين والمنظمات المختلفة وحتى قائد الجيش السابق محرضي الكوتا من خلال صور شخصية حمراء على وسائل التواصل الاجتماعي، تاركين اللون الأسود للحداد.
في 31 يوليو، نظمت حركة الطلاب المناهضة للتمييز "مسيرة من أجل العدالة" برنامجًا في جميع أنحاء البلاد للاحتجاج على عمليات القتل والاعتقالات الجماعية والهجمات والقضايا والاختفاءات. تجمع الطلاب في شيتاغونغ من الساعة 10 صباحًا ونظموا مسيرة احتجاجية. بعد ذلك، كسر الطلاب المحتجون حاجز الشرطة ودخلوا مبنى المحكمة. تم فتح موقع فيسبوك وبعض وسائل التواصل الاجتماعي الأخرى بعد إغلاقها لمدة 13 يومًا في الساعة 3 مساءً من ذلك اليوم.
في 1 أغسطس، أطلق سراح ستة منسقين لحركة الطلاب المناهضة للتمييز، بما في ذلك ناهد وحسنات، الذين كانوا في حجز شرطة المباحث، بعد وقت قصير من الساعة 1:30 مساءً. في فترة ما بعد الظهر، حظرت الحكومة "جماعة إسلامي بنغلاديش وإسلامي تشاترا شيبير" بإصدار إخطار بموجب المادة 18 (1) من قانون مكافحة الإرهاب في أمر تنفيذي من وزارة الداخلية. وبالإضافة إلى ذلك، شكلت إدارة مجلس الوزراء، من خلال إصدار إخطار، لجنة تحقيق تتألف من ثلاثة قضاة من إدارة المحكمة العليا للتحقيق في حوادث الموت والعنف والتخريب والحرق العمد والنهب والأنشطة الإرهابية والتدمير في أجزاء مختلفة من البلاد حول حركة إصلاح الحصص من 16 يوليو إلى 21 يوليو. وعقدت حركة الطلاب المناهضة للتمييز برنامجًا بعنوان "تذكر أبطالنا" يوم الخميس للاحتجاج على عمليات القتل والاعتقالات الجماعية وقضايا الاعتداء والاختفاء والهجمات على المعلمين والمطالبة بـ 9 نقاط في جميع أنحاء البلاد. نظمت وسائل الإعلام المرئية Shilipi Samaj مظاهرات وتجمعات تضامناً مع مطلب 9 نقاط للطلاب المصلحين.

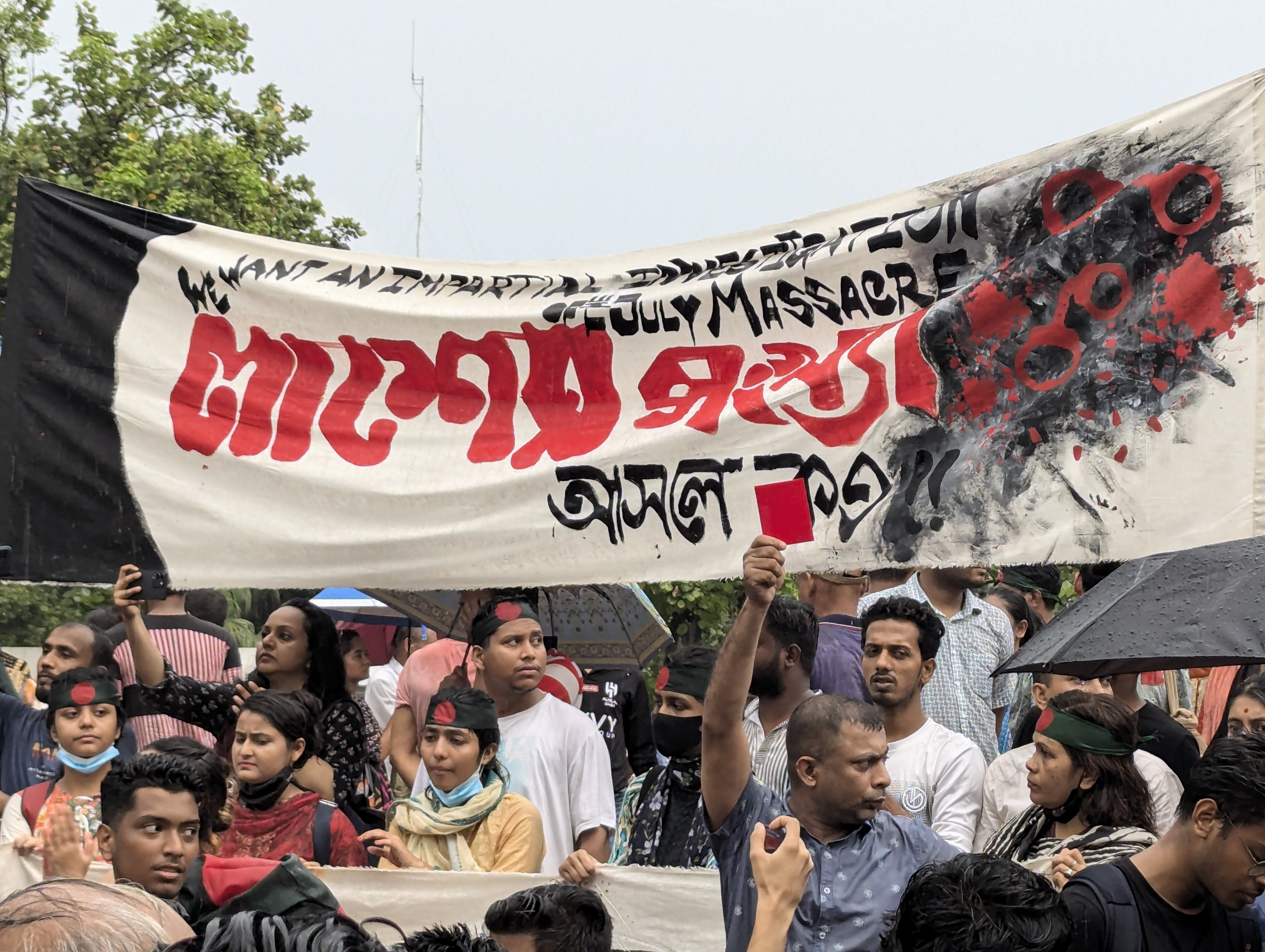
المتظاهرون في شهيد منار، دكا في 2 أغسطس

في 2 أغسطس، سعى المتظاهرون إلى تحقيق العدالة للضحايا المتضررين من الاضطرابات والقمع الذي شنته الشرطة بعد إطلاق سراح قادة الطلاب. لم يخفف هذا الإفراج من الغضب العام، مما أدى إلى تجدد الاحتجاجات. طالب المتظاهرون بإعادة فتح المدارس والجامعات في جميع أنحاء البلاد، ودعوا إلى استقالة الشيخة حسينة. وقعت اشتباكات عندما أطلقت الشرطة الرصاص المطاطي وقنابل الغاز المسيل للدموع والقنابل الصوتية في عدة مواقع، بما في ذلك أوتارا وخولنا وسيلهيت وهابيجانج. تعرض ضابط شرطة للضرب حتى الموت على يد المتظاهرين في خولنا، بينما توفي مدني واحد في هابيجانج. في أعقاب أعمال العنف والتخريب المستمرة التي تركزت حول حركة إصلاح الحصص، تم منح 78 مرشحًا لـ "HSC" تم اعتقالهم في قضايا ذات صلة بكفالة من محاكم مختلفة في جميع أنحاء البلاد. من بينهم، 55 من قسم دكا، و14 من قسم شيتاغونغ، و6 من قسم خولنا، و3 من قسم رانجبور.

### سقوط الحكومة
في 5 أغسطس، أعلن قائد الجيش "وقار الزمان"، أنه سيتم تشكيل حكومة انتقالية في البلاد، بعد استقالة رئيسة الوزراء الشيخة حسينة واجد ومغادرتها مقر إقامتها الرسمي إلى الهند على متن مروحية عسكرية مع شقيقتها الشيخة ريحانة، متعهدًا في كلمته بإجراء تحقيق في مقتل متظاهرين في أعمال العنف في البلاد.

## الخلفية
تم نشر حكم المحكمة العليا في 5 يونيو، واتحد طلاب الجامعات المختلفة في دكا للمطالبة بإصلاح الحصص. بدأت الحركة، وكان لا بد من تأجيلها بسبب عيد الفطر والعطلة الصيفية. خلال العطلات، بدأت مرة أخرى بشكل سلمي ولكنها انتشرت تدريجيًا. في البداية، انضم إلى هذه الحركة طلاب ومعلمون من الجامعات العامة بما في ذلك جامعة دكا، وجامعة جاغاناث، وجامعة راجشاهي للهندسة والتكنولوجيا (RUET)، وجامعة بانجاباندو الشيخ مجيب الرحمن البحرية (BMURU). جامعة جهانجيرناغار، وجامعة شيتاغونغ، وجامعة راجشهاشي، وجامعة كوميلا، الجامعة الإسلامية، وجامعة يونيفيرسيتاس وغيرها من المؤسسات التعليمية. انضم أيضًا إلى المظاهرة طلاب الجامعات الخاصة بما في ذلك جامعة نورث ساوث والجامعة الأمريكية الدولية - بنغلاديش. كان المتظاهرون يعارضون سياسات الحكومة تجاه النساء اللاتي يتعرضن للتمييز بسبب هويتهن الجنسية أو دينهن وكذلك لأنهن أجبرن على الزواج من رجال مسلمين لا يوجد اتفاق قانوني بينهم وبينهن على أساس جنسي (انظر أدناه). تحت شعار "حركة الطلاب المناهضة للتمييز"، بدأ الطلاب برنامج حصار يسمى "حصار البنغال". أثناء الحركة، في 10 يوليو (يوم الحرية)، أصدرت محكمة الاستئناف أمراً بالوضع الراهن لمدة أربعة أسابيع. قال الطلاب إنهم يسعون إلى حل نهائي لقضية الحصص من الحكومة، قائلين إن حركتهم ليس لها أي علاقة بالمحكمة. أيدت محكمة الاستئناف الوضع الراهن في حكم المحكمة العليا.

## خارج بنغلاديش
في الهند، نظمت منظمة الطلاب الديمقراطيين لعموم الهند احتجاجًا في كلكتا لدعم الطلاب البنغلاديشيين. احتج المغتربون البنغلاديشيون في إيطاليا وكندا وقطر والإمارات العربية المتحدة على نظام الحصص.

### في دولة الإمارات العربية
من ناحية أخرى، في دولة الإمارات العربية المتحدة، نظم المغتربون البنغلاديشيون أيضًا مظاهرات احتجاجًا على حملة القمع التي تشنها الحكومة البنغلاديشية على المتظاهرين. ومع ذلك، وبما أن أي نوع من المظاهرة دون تصريح محظور في دولة الإمارات العربية المتحدة، فقد تم القبض على 57 شخصًا من المظاهرة المذكورة وحكم عليهم بمدد مختلفة.

## أنظر أيضا
- رجال رئيسة الوزراء